# 基督教法西斯主義
基督教法西斯主義（Christofascism）是基督教和法西斯主義的有爭議混成詞。這個是一個由多蘿特·瑟萊在Beyond Mere Obedience: Reflections on a Christian Ethic for the Future（1970）年所提出的新興概念。Sölle認為基督教教會包容了獨裁的神學。